# Augusto Machado
Augusto Machado de Oliveira, né le 27 décembre 1845 à Lisbonne et y décédé le 26 mars 1924 est un compositeur, pédagogue et directeur de théâtre portugais.

## Vie et œuvre
Augusto Machado commence son éducation musicale à Lisbonne avec Joaquim Casimiro et Emilio Daddi avant d'entrer au Conservatoire de sa ville natale. Il se rend ensuite à Paris pour étudier avec Albert Lavignac. En 1869, son ballet Zefiretto est créé Teatro Nacional de São Carlos à Lisbonne ; un an plus tard, c'est la première de son opérette O Sol de Navarra au Teatro de Trindade à la première performance, mais ces événements passent inaperçus. Cela est probablement aux influences italienne et française dans sa musique. Il retourne alors à Paris auprès de Lavignac et d'Adolphe Danhauser. Il rencontre les compositeurs Jules Massenet et Camille Saint-Saëns qui auront beaucoup d'influence sur son style de composition. En raison de problèmes privés, il doit retourner à Lisbonne. Il accepte l'emploi de professeur de chant au conservatoire. Il sera également directeur de cette institution de 1901 à 1910.
Pour le Teatro da Trindade, il compose plusieurs opéras et aussi l'ode symphonique Camões e os Lusiades commémorant le 300e anniversaire de la mort du poète portugais Luís de Camões (1524-1580). Le premier opéra à succès de Machado Lauriane est créé en 1883 à Marseille, puis connaît d'autres représentations en 1884 au Teatro de São Carlos à Lisbonne et en 1886 au Teatro Lirico à Rio de Janeiro. Il écrit trois autres opéras sur des livrets d'auteurs italiens, qui sont montés au Teatro de São Carlos, dont il est directeur de 1889 à 1892.
Augusto Machado a fait plusieurs tentatives pour créer un type national d'opérette, en particulier avec l'opérette Maria da Fonte, mais sans succès durable. Après son premier opéra Lauriane, on pouvait croire qu'il pourrait démarrer une tradition de l'opéra national. Son style, fortement influencé par les modèles français, ne s'est pas imposé. C'est pourquoi Machado s'est de nouveau tourné vers la tradition italienne.

## Œuvres principales
- Œuvres pour le théâtre
  - Zefiretto, Ballet,  1869, Lisbonne
  - O Sol de Navarra (livret : Alfredo Ataíe), opérette en 3 actes, 1870, Lisbonne
  - A cruz de ouro (livret : Alfredo Ataíe / Rangel de Lima), opérette en 2 actes, 1873, Lisbonne
  - O degelo, opérette en 3 actes, 1875, Lisbonne
  - Os frutos de ouro (livret : Francisco Palha / Cardoso Leoni), opérette en 3 actes, 1876, Lisbonne
  - A guitarra (livret : Eça Leal), opérette en 3 actes, 1870, Lisbonne
  - Maria da Fonte (Livret: Gervásio Lobato / Jaime Batalha Reis / Eça Leal), opérette en 3 actes, 1879, Lisbonne
  - Lauriane (livret : A. Guiou / Jean-Jacques Magne d'après George Sands Les Beaux messieurs de Bois Doré), opéra en 4 actes, 1883, Marseille, Grand Théâtre
  - Astrea, Ballet, 1884, Lisbonne
  - I Doria (livret : A. Ghislanzoni d'après Fiesco de Schiller),  drame lyrique en 4 actes, 1887, Lisbonne
  - Piccolino (livret : Eça Leal), opéra comique en 3 actes, 1870, Lisbonne
  - A leitora da Infanta (livret : Eça Leal), opéra comique en 3 actes, 1896, Lisbonne
  - Os filhos do Capitão Mór (livret : Eduardo Schwalbach), opéra  en 3 actes, 1896, Lisbonne
  - Mario Wetter (Livret: Ruggiero Leoncavallo), opéra en 3 actes, 1898, Lisbonne
  - O tição negro (Livret: Henrique Lopes de Mendonça), farce comique en 3 actes, 1902, Lisbonne
  - O rapto de Helena (Livret: Acácio Antunes), opérette en 3 actes, 1902, Lisbonne
  - Vénus (Livret: Acácio Antunes), pièce fantastique, 1905, Lisbonne
  - La borghesina (Livret: Enrico Golisciani),  opéra  en 3 actes, 1909, Lisbonne
  - O espadachim do outeiro (Livret Henrique Lopes de Mendonça), opéra comique en 3 actes, 1910, Lisbonne
  - Vida mundana, revue, 1914, Lisbonne
  - Rosas de todo o ano (livret : Júlio Dantas), comédie, 1920, Lisbonne
  - A triste viuvinha (livret nach D. João da Câmara), opérette en 3 actes
- Musique instrumentale
  - Camões e os Lusíades, ode symphonique, 1880
  - Diverses pièces pour le piano et l'orgue